# Anonimowi Emocjonaliści
Anonimowi Emocjonaliści – oparte na programie 12 kroków grupy samopomocowe dla osób zdrowiejących z zaburzeń umysłowych i emocjonalnych powstałe w USA w 1985 r. i istniejące w kilku krajach, także w Polsce.